# Bitwa pod Goźlicami
Bitwa pod Goźlicami – miała miejsce 23 lutego 1280 pod Goźlicami, niedaleko Koprzywnicy, gdzie rycerstwo polskie pod wodzą kasztelana krakowskiego Warsza, wojewody krakowskiego Piotra Bogorii i wojewody sandomierskiego Janusza herbu Topor, rozbiło wojska tatarsko-ruskie księcia halicko-włodzimierskiego Lwa.

## Okoliczności najazdu
W 1279 r., po śmierci księcia Bolesława Wstydliwego, dzielnice krakowską i sandomierską objął we władanie książę Leszek Czarny. Wykorzystując fakt zmiany władcy, książę Lew halicki po wejściu w układ wojenny z Tatarami nadczarnomorskimi, którym przewodził wówczas Nogaj, wyprawił się w 1280 r. na ziemię lubelską najprawdopodobniej w celach łupieżczych, lub w celu jej podbicia.
Na czele 6000 wojska, posiłkowany przez Tatarów i  książąt: łuckiego Mścisława Daniłowicza i wołyńskiego Włodzimierza Wasylkowicza, przekroczył granicę w okolicach Chełma. Rozpoczął oblężenie Sandomierza, lecz główne siły przeprawił przez Wisłę na południe od miasta kierując się na opactwo cysterskie w Koprzywnicy. Jednocześnie Włodzimierz Wasylkowicz nakazał swoim wojom uderzyć na Osiek (jeden z ruskich latopisów podaje informację o zdobytych w tym mieście bogatych łupach i jeńcach oraz o bitwie w której siły Wasylka miały pokonać siły polskie).
Rusini zostali ostatecznie rozbici pod Goźlicami przez nieliczne w tym boju rycerstwo sandomierskie i krakowskie liczące znacznie mniej wojów niż siły rusińskie – bo około 600 zbrojnych. 7 marca rycerstwo polskie pod przewodnictwem Leszka Czarnego wyprowadziło wyprawę odwetową, która podeszła pod sam Lwów.

Wojsko Leszka Czarnego w cudowny sposób zwycięża księcia Rusi Lwa, który z wielkimi siłami wtargnął do Królestwa Polskiego, ściga go aż do Lwowa, pustosząc Ruś i wraca do domu z ogromnymi łupami.